# Maktsalongen
Maktsalongen var en svensk ideell organisation vars syfte är att skapa ett jämställt samhälle där makt och inflytande fördelas rättvist oavsett kön. Maktsalongen arbetade för att fler unga kvinnor ska se sig själva som ledare och utmana normer som sätter snäva ramar för hur makt ser ut och vad en ledare kan vara. Organisation arbetade främst med jämställdhet i ideella organisationer. Maktsalongen byggde på en feministisk värdegrund och har orden feminism, systerskap och intersektionalitet som grundvärderingar.

## Organisation
Organisationen grundades 2011 av Sara Haraldsson och Sofia Brändström. Organisationen grundades utifrån grundarnas egna erfarenheter av ojämställdhet inom ungas organisationer och rörelser. Organisationen hade sitt säte och kontor i Stockholm med ett flertal anställda. Maktsalongen hade två hedersmedlemmar: Mona Sahlin och Birgitta Ohlsson. De har båda fått utmärkelsen eftersom de inom ramen för sina uppdrag anses ha arbetat för att främja ett gränslöst systerskap.

### Verksamhet
Organisationen drev sedan starten ett mentorskapsprogram för unga kvinnor som är ledare i ideella organisationer. Organisationen hade även en omfattande föreläsningsverksamhet. Maktsalongen var även opinionsbildare i frågor som deras profilfrågor jämställdhet, ungas organisering,  jämställd maktfördelning och stress hos unga kvinnor.
2012–2014 arrangerade Maktsalongen Årets feministiska Almedalstal i Almedalen, ett mingel med fokus på feministisk ideologi. Talare under de tre åren var Camilla Wagner, Nina Åkestam och Mireya Echeverría Quezada. 2015–2017 arrangerades FailKonf i Almedalen, ett mingel med misslyckanden som tema. Bland talarna finns bland andra Gudrun Schyman, Seher Yilmaz, Rossana Dinamarca, Philip Botström och Amanda Lundteg. 2018 arrangerades Lite mycket mingel nu, ett mingel som handlade om stress. Bland talarna fanns dåvarande jämställdhetsminister Lena Hallengren, tidigare sjukvårds- och folkhälsominister Gabriel Wikström, Amie Bramme Sey, Veronica Magnusson och Ishtar Touailat.
Maktsalongen släppte i april 2014 rapporten Bortom siffrorna – en rapport om jämställdheten i det unga civilsamhället. Rapporten är en djupdykning i det unga civilsamhället med fokus på jämställdhet. Rapporten bygger på en undersökning gjord bland ledare i det unga civilsamhället och i Maktsalongens nätverk. Rapportens namn kommer från att det främsta jämställdhetsproblemet i det unga civilsamhället, enligt rapporten, inte är bristen på representation. Tvärtom, sett till sin helhet, är det unga civilsamhället bra på representation när det kommer till jämställdhet. Rapporten kretsar istället kring frågor om vilka som får makt och vilka som får ta plats.
Maktsalongen släppte i september 2015 boken Stress och motståndskraft. Organisationen hade identifierat att stress är ett stort problem i det unga civilsamhället och att det framförallt drabbar unga kvinnor. Boken erbjuder lösningar på de vanligaste problemen kring stress och ungas engagemang, framtagen tillsammans med ett 20-tal experter på frågor om stress och ungas engagemang, såsom ledare i det unga civilsamhället, psykologer och ledarskapskonsulter. Bokens två författare Sara Haraldsson och Olivia Gyllenhammar hamnade samma år på Shortcuts lista över årets uppstickare.
2016 lanserade Maktsalongen projektet Inga Ursäkter. Det är en hemsida där de samlat de vanligaste ursäkterna till att inte arbeta med jämställdhet samt vad som kan göras för att möta de ursäkterna och istället börja jobba med frågorna.
2018 lanserades boken Handbok i jämställda möten som Maktsalongen skrivit på uppdrag av TCO. I boken finns konkreta metoder för vad organisationer kan göra före, under och efter ett möte för att skapa inkluderande och demokratiska möten med fokus på jämställdhet och jämlikhet.
Under 2018 påbörjade Maktsalongen projektet Maktmötet. Det är en rad helgkonferenser som arrangeras runt om i Sverige, alla utanför storstäderna och vänder sig särskilt till dem som bor utanför storstäderna. Under träffarna fokuseras det på ämnen som feminism, intersektionalitet, retorik, #metoo, härskartekniker, praktiskt systerskap och jämställt ledarskap. Målet är att deltagarna ska lära mer om praktiskt systerskap, nätverka med andra unga kvinnor och få konkreta verktyg för hur makt kan tas och behållas.
Under 2018 släppte Maktsalongen också podcasten Kom, förändrade, gick som intervjuar kvinnor som är, har eller är på väg att lämna den svenska politikens toppskikt. De medverkande är Birgitta Ohlsson, Veronica Palm, Catharina Elmsäter-Svärd och Rosanna Dinamarca.
2018 lanserade Maktsalongen projektet Lite mycket nu, en sms-skola som hjälper unga att stå emot stress. Projektet ledde till en större debatt om stress.
 Lite mycket nu var ett av de nominerade bidragen 2018 till "Årets ideella kampanj" i kommunikationstävlingen 100-wattaren.
Den 8 november 2023 meddelade organisationen att man lägger ner all verksamhet till följd av ekonomiska utmaningar.